# Gliese 667
Gliese 667 (142 G. Scorpii) là một hệ ba sao trong chòm sao Thiên Yết nằm cách Trái đất khoảng 6,8 parsec (22 năm ánh sáng). Cả ba ngôi sao đều có khối lượng nhỏ hơn Mặt trời. Có một ngôi sao 12 độ lớn gần với 3 ngôi sao kia, nhưng nó không bị ràng buộc về lực hấp dẫn với hệ thống. Khi quan sát bằng mắt thường, hệ sao này dường như là một ngôi sao mờ duy nhất có cường độ 5,89.
Hệ sao này có chuyển động riêng tương đối cao, vượt quá 1 giây cung mỗi năm.
Hai ngôi sao sáng nhất trong hệ sao này là GJ 667 A và GJ 667 B đang quay quanh nhau với khoảng cách góc trung bình là 1,81 cung giây với độ lệch tâm cao 0,58. Khoảng cách vật lý đến hệ sao này được ước tính là khoảng 12,6 AU, nghĩa là gần 13 lần khoảng cách giữa Trái Đất và Mặt Trời. Quỹ đạo lệch tâm của chúng đưa cả hai đến gần nhau khoảng 5 AU hoặc xa nhau đến 20 AU, tương ứng với độ lệch tâm 0,6. Quỹ đạo này mất khoảng 42,15 năm để hoàn thành và mặt phẳng quỹ đạo nghiêng một góc 128° so với đường ngắm từ Trái Đất. Ngôi sao thứ ba, GJ 667 C, quay quanh cặp GJ 667 AB ở góc phân cách khoảng 30", tương đương với khoảng cách tối thiểu là 230 AU. GJ 667 C cũng có một hệ thống gồm hai siêu Trái đất đã được xác nhận và năm ứng cử viên bổ sung, mặc dù GJ 667 Cb trong cùng có thể là một ngôi sao lùn khí; GJ 667 Cc, Cf và Ce gây tranh cãi, nằm trong vùng có thể sinh sống.

## Gliese 667 AB
Ngôi sao lớn nhất trong hệ, Gliese 667 A (GJ 667 A), là một ngôi sao dãy chính loại K thuộc phân loại sao K3V. So với Mặt Trời, ngôi sao này có khối lượng khoảng 73%, bán kính khoảng 76%, nhưng chỉ tỏa ra khoảng 12-13% độ sáng của Mặt trời. Nồng độ của các nguyên tố khác ngoài hydro và heli, thứ mà các nhà thiên văn gọi là tính kim loại của ngôi sao, chỉ khoảng 26% so với Mặt Trời. Độ lớn thị giác biểu kiến của ngôi sao này là 6,29, ở khoảng cách ước tính của nó, cho độ lớn tuyệt đối vào khoảng 7,07 (giả sử sự tuyệt chủng không đáng kể của vật chất giữa các vì sao).
Giống như ngôi sao đầu tiên, ngôi sao thứ hai Gliese 667 B (GJ 667 B) là một ngôi sao dãy chính loại K, mặc dù nó có phân loại sao muộn hơn một chút là K5V. Ngôi sao này có khối lượng bằng khoảng 69% Mặt trời, hay 95% khối lượng của Gliese 667 A, và nó tỏa ra khoảng 5% độ sáng trực quan của Mặt trời. Độ lớn biểu kiến của Gliese 667 B là 7,24, độ lớn tuyệt đối của nó là khoảng 8,02.

## Gliese 667 C
Gliese 667 C là ngôi sao nhỏ nhất trong hệ. So với Mặt Trời, khối lượng của ngôi sao này chỉ khoảng 31% và bán kính khoảng 42% Mặt trời. Nó quay quanh cặp sao Gliese 667 AB với khoảng cách khoảng 230 AU. Nó là một sao lùn đỏ có phân loại sao là M1.5. Ngôi sao này chỉ tỏa ra 1,4% độ sáng của Mặt trời từ bầu khí quyển bên ngoài của nó ở nhiệt độ hiệu dụng tương đối mát mẻ là 3.700 K. Nhiệt độ này là nguyên nhân khiến nó phát sáng màu đỏ, một đặc điểm của các ngôi sao loại M. Độ lớn biểu kiến của ngôi sao là 10,25, khiến cho nó có độ lớn tuyệt đối vào khoảng 11,03. Nó được biết là có một hệ hai hành tinh; mặc dù tuyên bố đưa ra năm hành tinh bổ sung nhưng đây có thể là một lỗi do không tính được nhiễu tương quan trong dữ liệu vận tốc xuyên tâm. Trạng thái sao lùn đỏ của ngôi sao sẽ cho phép hành tinh Cc, nằm trong vùng có thể ở được, nhận được lượng bức xạ cực tím tối thiểu.

### Hệ hành tinh

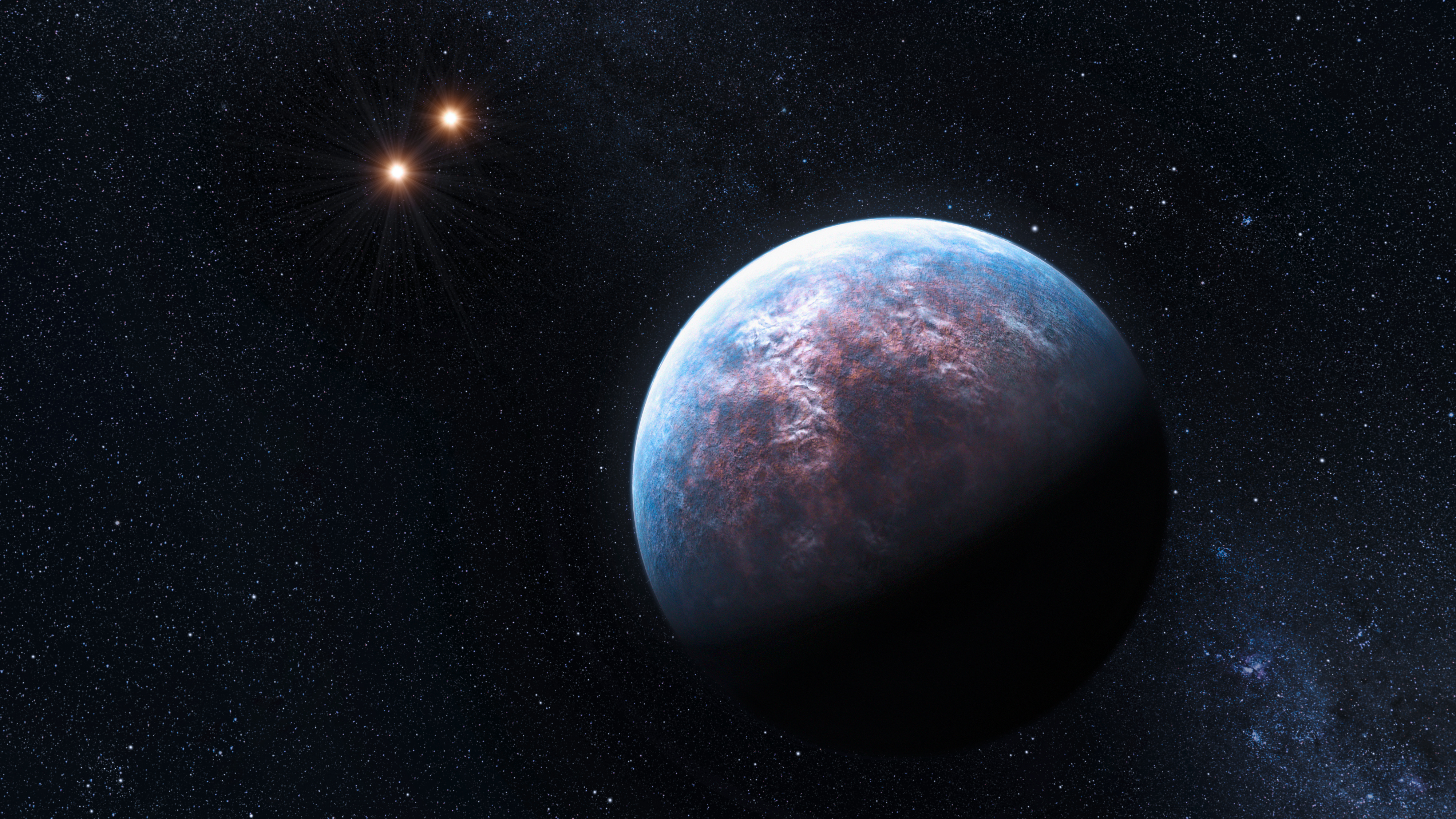
Tác phẩm nghệ thuật về Gliese 667 Cb với hệ đôi Gliese 667 A/B

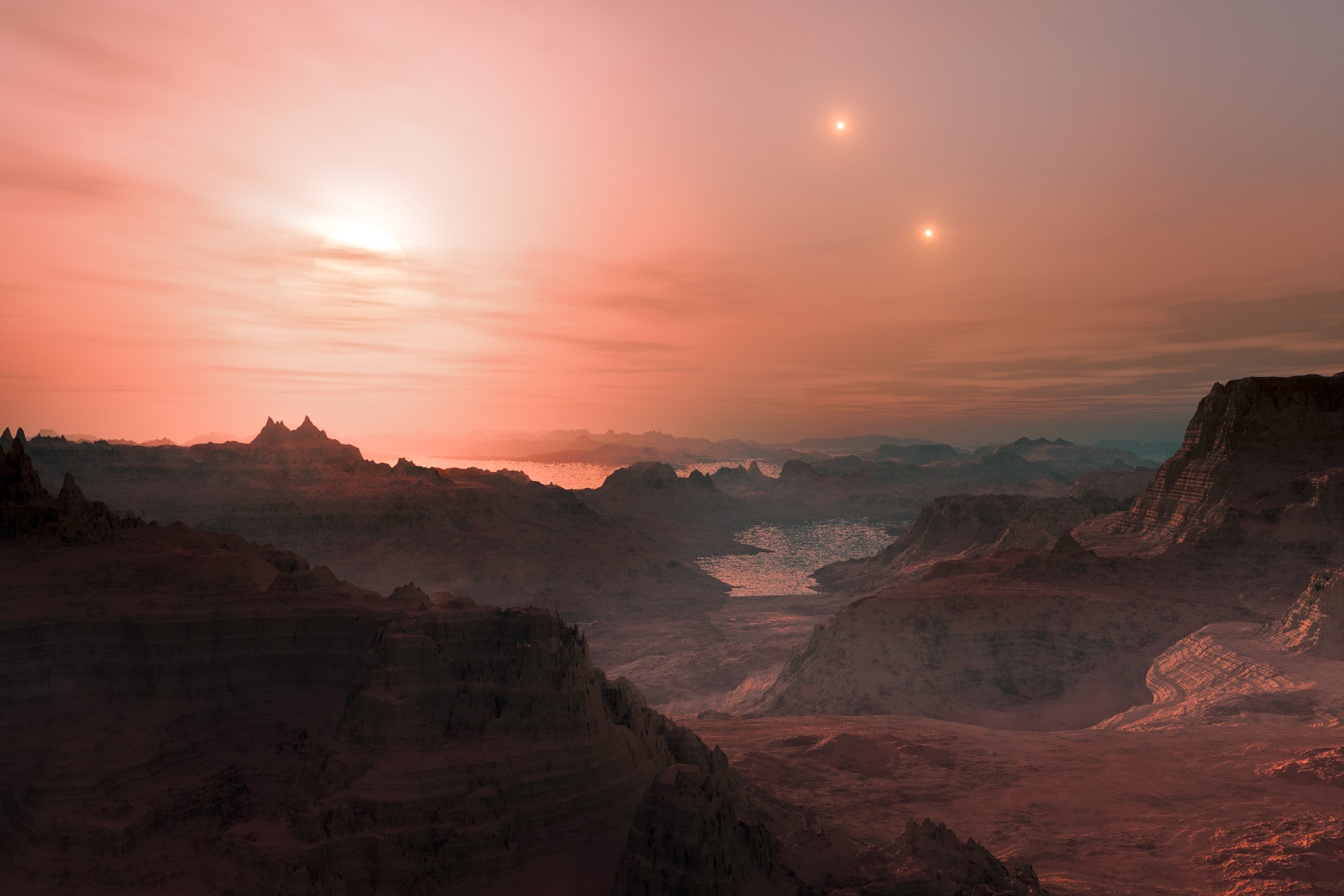
Tác phẩm nghệ thuật về GJ 667 Cc, một hành tinh tiềm năng có thể sinh sống được quay quanh một thành phần sao lùn đỏ trong hệ ba sao

Hai ngoại hành tinh là Gliese 667 Cb (GJ 667 Cb) và Cc đã được xác nhận quay quanh Gliese 667 C bằng các phép đo vận tốc xuyên tâm của GJ 667. Mặc dù cũng có năm hành tinh bổ sung tiềm năng khác, tuy nhiên sau đó người ta chỉ ra rằng chúng có thể chúng được tạo ra từ tiếng ồn từ hoạt động của sao. Tuomi và các cộng sự đã phát hiện các hành tinh b, c và d vào năm 2019, nhưng không phát hiện bất kỳ hành tinh nào khác được tuyên bố; tuy nhiên, Cơ quan Lưu trữ Ngoại hành tinh của NASA cho rằng hành tinh d không được chấp thuận.
Hành tinh Cb được nhóm HARPS của Tổ chức Nghiên cứu thiên văn châu Âu tại Nam Bán cầu công bố lần đầu tiên vào ngày 19 tháng 10 năm 2009. Công bố được đưa ra cùng với 29 hành tinh khác, trong khi Cc nhóm này đề cập lần đầu tiên trong một bản in trước công bố vào ngày 21 tháng 11 năm 2011. Các nhà nghiên cứu tại Đại học Göttingen/Viện Khoa học Carnegie đã công bố một báo cáo tạp chí tham khảo vào ngày 2 tháng 2 năm 2012. Trong báo cáo này, GJ 667 Cc được mô tả là một trong những ứng cử viên tốt nhất được tìm thấy để chứa nước lỏng, và do đó, có khả năng hỗ trợ sự sống trên bề mặt của nó. Trong báo cáo này cũng trình bày một phân tích quỹ đạo chi tiết và các thông số quỹ đạo tinh chỉnh cho Gliese 667 Cc. Dựa trên độ sáng bolometric của GJ 667 C, GJ 667 Cc sẽ nhận được 90% bức xạ mà Trái đất có, tuy nhiên phần lớn bức xạ điện từ đó sẽ nằm trong phần ánh sáng hồng ngoại không nhìn thấy của quang phổ. Dựa trên tính toán thân nhiệt của vật đen, GJ 667 Cc sẽ hấp thụ nhiều bức xạ điện từ tổng thể hơn, làm cho nó ấm hơn (277,4 K) và đặt nó gần rìa "nóng" của vùng có thể sinh sống hơn một chút so với Trái đất (254,3 K).
Từ bề mặt của hành tinh thứ hai được xác nhận quay quanh quỹ đạo dọc theo giữa khu vực có thể sinh sống là Gliese 667 Cc, Gliese 667 C sẽ có đường kính góc 1,24 độ, lớn hơn Mặt trời 2,3 lần   nhìn từ bề mặt của Trái đất, bao phủ diện tích gấp 5,4 lần – nhưng vẫn sẽ chỉ chiếm 0,003 phần trăm hình cầu bầu trời của Gliese 667 Cc hoặc 0,006 phần trăm bầu trời nhìn thấy khi trực tiếp ở trên cao.
Từng có thời điểm, 5 hành tinh khác được cho là tồn tại trong hệ sao này, với 3 trong số chúng được cho là tương đối chắc chắn tồn tại. Tuy nhiên, sau đó các nghiên cứu cho rằng các hành tinh khác trong hệ có thể là do tiếng ồn và hoạt động của các sao khác, làm giảm số lượng hành tinh tối thiểu xuống còn hai. Phân tích đã tìm thấy một số bằng chứng về hành tinh thứ ba là Gliese 667 Cd, nhưng không thể xác nhận điều đó. Một nghiên cứu sau đó cũng đã phát hiện ra hành tinh thứ ba, nhưng nghiên cứu được đề cập vẫn chưa được công bố hoặc đánh giá ngang hàng.
| Thiên thể đồng hành (thứ tự từ ngôi sao ra) | Khối lượng    | Bán trục lớn (AU) | Chu kỳ quỹ đạo (day) | Độ lệch tâm | Độ nghiêng | Bán kính |
| ------------------------------------------- | ------------- | ----------------- | -------------------- | ----------- | ---------- | -------- |
| b                                           | ≥56±03 M🜨     | 0050431±0000004   | 71999±00009          | 015±005     | —          | —        |
| h (chưa xác nhận)                           | —             | —                 | 16. 9                | —           | —          | —        |
| c                                           | ≥41±06 M🜨     | 012501±000009     | 2810±003             | 027±01      | —          | —        |
| f                                           | 3.12 M🜨       | 0156±0015         | 39.0819              | 0.001       | —          | 1.52 R🜨  |
| e                                           | 0.008 5 MJ    | 0213±002          | 62.24                | 0.02        | —          | —        |
| d                                           | ≥51+18 −17 M🜨 | 028+002 −003      | 916+08 −09           | 003+02 −003 | —          | —        |
| g                                           | 4.6 M🜨        | 0549±00003        | 25 6.2               | 0.8         | —          | 1.9 R🜨   |